# Proboscidula
Proboscidula là một chi nhện trong họ Theridiidae.